# ISD-Jorbi Continental Team
ISD Continental Team is een wielerploeg die een Oekraïense licentie heeft. De ploeg bestaat sinds 2007. ISD Continental Team komt uit in de continentale circuits van de UCI. Emmanuil Bejhelsimer is de manager van de ploeg. Het is de opleidingsploeg van Lampre-Merida.

## Seizoen 2014

### Transfers
| Inkomend         | Team 2013 | Uitgaand             | Team 2014 |
| ---------------- | --------- | -------------------- | --------- |
| Anatolij Boedjak | Neo       | Dmytro Volovod       | Onbekend  |
| Bruno Sa         | Neo       | Vladyslav Bakoemenko | Onbekend  |
|                  |           | Dmytro Kryvtsov      | Onbekend  |
|                  |           | Illja Ponomarenko    | Onbekend  |
|                  |           | Illja Klepikov       | Onbekend  |

### Renners
| Naam               | Geboortedatum     | Nationaliteit | Ploeg 2013 |
| ------------------ | ----------------- | ------------- | ---------- |
| Joerij Aharkov     | 8 januari 1987    | Oekraïne      |            |
| Anatolij Boedjak   | 29 september 1995 | Oekraïne      | Neo        |
| Volodymyr Dzjoes   | 23 juni 1993      | Oekraïne      |            |
| Denys Karnoelin    | 18 augustus 1990  | Oekraïne      |            |
| Anatolij Paktoesov | 17 april 1985     | Oekraïne      |            |
| Vitalij Popkov     | 16 juni 1983      | Oekraïne      |            |
| Bruno Sa           | 7 september 1982  | Portugal      | Neo        |
| Oleksandr Sjejdyk  | 13 september 1980 | Oekraïne      |            |
| Maksym Vasiljev    | 14 april 1990     | Oekraïne      |            |

## Seizoen 2013

### Overwinningen in de UCI Europe Tour
| Datum       | Wedstrijd                                           | Cat. | Winnaar            |
| ----------- | --------------------------------------------------- | ---- | ------------------ |
| 3 april     | 1e etappe Grote Prijs van Sotsji                    | 2.2  | Vitalij Popkov     |
| 14 april    | Grote Prijs van Donetsk                             | 1.2  | Anatolij Paktoesov |
| 18 april    | 2e etappe Grote Prijs van Adygea                    | 2.2  | Vitalij Popkov     |
| 3 mei       | 3e etappe Ronde van Azerbeidzjan                    | 2.2  | Vitalij Popkov     |
| 26 juni     | 1e etappe Koers van de Olympische Solidariteit      | 2.1  | Vitalij Popkov     |
| 26-30 juni  | Eindklassement Koers van de Olympische Solidariteit | 2.1  | Vitalij Popkov     |
| 10 augustus | 3a-e etappe Ronde van Szeklerland (ITT)             | 2.2  | Vitalij Popkov     |

### Renners
| Naam                 | Geboortedatum     | Nationaliteit | Ploeg 2012 |
| -------------------- | ----------------- | ------------- | ---------- |
| Joerij Aharkov       | 8 januari 1987    | Oekraïne      |            |
| Vladyslav Bakoemenko | 15 juni 1991      | Oekraïne      |            |
| Volodymyr Dzjus      | 23 juni 1993      | Oekraïne      |            |
| Denys Karnoelin      | 18 augustus 1990  | Oekraïne      |            |
| Illja Klepikov       | 2 februari 1994   | Oekraïne      | Neo        |
| Dmytro Kryvtsov      | 3 april 1985      | Oekraïne      | Lampre-ISD |
| Anatolij Paktoesov   | 17 april 1985     | Oekraïne      |            |
| Illja Ponomarenko    | 3 maart 1993      | Oekraïne      |            |
| Vitalij Popkov       | 16 juni 1983      | Oekraïne      |            |
| Oleksandr Sjejdyk    | 13 september 1980 | Oekraïne      | Lampre-ISD |
| Maksym Vasiljev      | 14 april 1990     | Oekraïne      |            |
| Dmytro Volovod       | 10 februari 1992  | Oekraïne      |            |